# Mikhaïl Ostrogradski
Mikhaïl Vassilievitch Ostrogradski (en russe : Михаил Васильевич Остроградский, en ukrainien : Михайло Васильович Остроградський) est un physicien et mathématicien russe d'origine ukrainienne, né le 24 septembre 1801 à Pachenna (dans l'actuel oblast de Poltava) et mort le 1er janvier 1862 à Poltava. 

## Biographie
Il commença ses études de mathématiques à l'université de Kharkov, et les continua ensuite à le Faculté des sciences de Paris où il fut en contact étroit et se lia d'amitié et d'estime avec les célèbres mathématiciens français Cauchy, Binet, Fourier et Poisson.  De retour dans sa patrie, il enseigna à l'école des cadets de la Marine, à l'Académie du génie Nicolas et à l'école d'Artillerie de Saint-Pétersbourg.
Il est célèbre en particulier pour avoir établi, de même que (indépendamment) Gauss et Green, le théorème de flux-divergence, qui permet d'exprimer l'intégrale sur un volume (ou intégrale triple) de la divergence d'un champ vectoriel comme l'intégrale de surface (intégrale double étendue à la superficie qui entoure ce volume) du flux défini par ce champ.
Il fut élu à l'Académie américaine des arts et des sciences en 1834, à l'Académie des sciences de Turin en 1841, et à l'Académie des sciences de Rome en 1853. Enfin il fut élu membre correspondant de l'Académie des sciences de Paris en 1856. Les travaux scientifiques d'Ostrogradski sont dans le droit fil des principes professés à cette époque à l'École polytechnique dans les domaines de l'analyse, et des mathématiques appliquées. Il s'intéressa en particulier au calcul des variations de Lagrange. En physique mathématique, il imagina une synthèse grandiose qui embrasserait l'hydromécanique, la théorie de l'élasticité, la théorie de la chaleur, et la théorie de l'électricité dans le cadre d'une seule méthode homogène. La réalisation de ce plan était au-dessus des possibilités d'un seul homme, et au-dessus des ressources du XIXe siècle et reste à compléter aujourd'hui.

## Hommage
Une montagne du Spitzberg (Norvège) a été nommée en son honneur, Ostrogradskijfjella.